# Geetam Tiwari
 Geetam Tiwari  ist eine indische Ingenieurin und Hochschullehrerin. 2012 erhielt sie den Ehrendoktor der Technischen Universität Chalmers in Schweden. Sie hat umfangreiche Forschungserfahrung im Umgang mit Transportfragen von besonderer Relevanz für Länder mit niedrigem Einkommen. Dazu gehört die Entwicklung von Systemen und Konstruktionen, die den Verkehr effizienter, sicherer und umweltschonender machen, wobei der Schwerpunkt auf schutzbedürftigen Verkehrsteilnehmern und Pendlern liegt.

## Leben und Werk
Tiwari studierte Architektur an der damaligen University of Roorkee (derzeit Indian Institute of Technology Roorkee) in Uttarakhand mit einem Bachelor-Abschluss 1980 und arbeitete ein Jahr lang als Assistant Architekt bei der Uttar Pradesh State Construction Corporation in Lucknow. Danach besuchte sie die School of Urban Planning and Policy an der University of Illinois in Chicago, wo sie 1984 einen Master in Verkehrsplanung und Verkehrspolitik erwarb und 1987 in Public Policy Analysis (Verkehrsplanung) promovierte. Nach ihrer Tätigkeit als Gastdozentin an der School of Planning and Architecture in Neu-Delhi und als Beraterin trat sie 1990 als Senior Scientific Officer in das Programm für angewandte Systemforschung ein, das später als Programm für Verkehrsforschung und Verletzungsprävention bezeichnet wurde (TRIPP). Seit 1990 unterrichtet sie am Indian Institute of Technology in Delhi Transportplanung und -modellierung, Verkehrstechnik, geometrische Gestaltung von Autobahnen und Verkehrswirtschaft. Sie ist an interdisziplinären Forschungen beteiligt, darunter Verkehrssicherheit und öffentliche Verkehrssysteme und seit 1997 ist sie als Mitglied des Transportation Research and Injury Prevention Program am IIT Delhi tätig. Von 2007 bis 2010 war sie als Adlerbertska-Gastprofessorin an der Chalmers University of Technology in Schweden tätig. Ihre Arbeit wurde von den Volvo Forschungs- und Bildungsstiftungen, der International Association of Traffic Safety Sciences, Japan, der Europäischen Union und dem National Institute of Health, USA, unterstützt. Sie arbeitete mit der Cambridge University, der University of Chicago, der Universität Kapstadt und dem IFSTTAR in Frankreich zusammen. Im Bereich der städtischen Verkehrssysteme, der Verkehrssicherheit und der Prävention von Verletzungen verfasste sie mehrere Bücher. Sie hat über 100 Publikationen in Fachzeitschriften veröffentlicht und vier Bücher über Verkehrsplanung und Sicherheit mit herausgegeben. Seit 2009 ist sie Chefredakteurin des International Journal of Injury Control und Safety Promotion. Sie hat mit ihrer Forschungsgruppe dazu beigetragen, das Wissen über die städtischen Verkehrsmuster verschiedener Fahrzeuge, die Auswirkungen auf die öffentliche Gesundheit im städtischen Umfeld und die Beziehung zwischen der städtischen Infrastruktur und der Verkehrssicherheit zu vertiefen. Ihre Forschungen haben zu konkreten Maßnahmen wie Leitlinien für die Gestaltung von Autobahnen und Straßen in städtischen Umgebungen und der Einführung eines Bus-Schnelltransportsystems in Delhi geführt.

## Auszeichnungen (Auswahl)
- 1976–1980: Merit Scholarship des Indian Institute of Technology Roorkee
- 1997: International Velocity Falco Lecture 2nd Prize, Barcelona, Spanien
- 2001: Stockholm Partnerships Award for Sustainable Cities, for promoting local impact, innovative thinking and a potential for replication or transferability for TRIPP zusammen mit  Dinesh Mohan
- 2002: IRTE & Prince Michael International Road Safety Award
- 2006: Principal Voice’s program, TIME-CNN-Shell
- 2007: Awarded best paper zusammen mit Mukti Advani, Journal of Transport Management, Indien
- 2008–2009: Gastprofessorin (Adlrebertska Forskningsstiftelsen) for sustainable development at Chalmers University of Technology, Göteborg, Schweden
- 2010: Lucknow Management Association woman’s achiever award
- 2012: Ehrendoktor, Chalmers University of Technology

## Mitgliedschaften (Auswahl)
- seit 2008: Editor-in Chief, International Journal of Injury Control and Safety Promotion, Taylor and Francis
- Editorial Board, Journal of Safety Research, A joint publication of National Safety Council, Itasca, IL, USA
- Institute of Urban Transport, India
- East Asia Society for Transport Studies International Scientific Committee (EASTS), Japan
- Indian Roads Congress